# Michel Vlap
Michel Vlap, né le 2 juin 1997 à Sneek aux Pays-Bas, est un footballeur néerlandais qui évolue actuellement au poste de milieu offensif au Al-Ahli SC.

## Biographie

### En club

#### SC Heerenveen
Passé par le centre de formation du SC Heerenveen, Michel Vlap débute en professionnel avec ce club le 27 novembre 2016 lors d'un match d'Eredivisie contre l'Ajax Amsterdam. Ce jour-là, il entre en jeu en fin de partie à la place d'Arbër Zeneli et c'est l'Ajax qui s'impose par un but à zéro.
Vlap inscrit son premier but le 29 octobre 2017, lors d'un match perdu par son équipe en championnat contre l'AZ Alkmaar (1-2).

#### RSC Anderlecht
Le 4 juillet 2019, Michel Vlap s'engage avec le RSC Anderlecht pour un contrat courant jusqu'en juin 2024. Il marque dès son premier match le 28 juillet 2019 face au KV Ostende (défaite 1-2).
Sa première saison dans la capitale belge est plutôt satisfaisante : il marque 11 buts en championnat pour 23 matchs joués, dont 18 en tant que titulaire.
Sa deuxième saison est plus compliquée : il participe à 11 matches de championnat dont 8 en tant que titulaire mais ne marque surtout qu'un seul but.

#### Arminia Bielefeld
Le 1er février 2021, Michel Vlap est prêté jusqu'à la fin de la saison sans option d'achat au DSC Arminia Bielefeld, qui évolue alors en Bundesliga. 

### FC Twente
Le 10 août 2021, Michel Vlap est prêté pour une saison au FC Twente.
Le 19 septembre 2021, Vlap marque son premier but pour Twente, lors d'une rencontre de championnat face au Vitesse Arnhem. Titulaire, il participe à la victoire de son équipe par quatre buts à un.
Le 4 juillet 2022, Michal Vlap rejoint définitivement le FC Twente. Il signe un contrat de trois ans, soit jusqu'en juin 2025, avec une année supplémentaire en option.

### En sélection nationale
En juillet 2016, Michel Vlap est sélectionné avec l'équipe des Pays-Bas des moins de 19 ans pour participer au Championnat d'Europe 2016 des moins de 19 ans qui a lieu en Allemagne. Il prend part à deux rencontres durant ce tournoi. En tout il joue cinq matchs avec cette sélection entre 2015 et 2016.
Vlap joue son premier match avec l'équipe des Pays-Bas espoirs le 22 mars 2018 contre la Belgique. Entré en jeu à la place de Pelle van Amersfoort, il délivre également une passe décisive pour Arnaut Danjuma. Son équipe est toutefois battue par quatre buts à un.